# غونار باكي
غونار باكي هو خَبّاز وشخصية أعمال وسياسي نرويجي، ولد في 24 أكتوبر 1959 في برغن في النرويج. نشط حزبياً في حزب التقدم.

## مناصب
- انتخب نائب عضو برلمان النرويج  [لغات أخرى]‏ عن دائرة دائرة هوردالان [الإنجليزية]‏ وقد انضم خلال فترته النيابية  [لغات أخرى]‏ (2013 – 2017) للكتلة البرلمانية حزب التقدم.
- انتخب نائب عضو برلمان النرويج  [لغات أخرى]‏ عن دائرة دائرة هوردالان [الإنجليزية]‏ وقد انضم خلال فترته النيابية  [لغات أخرى]‏ (2005 – 2009) للكتلة البرلمانية حزب التقدم.
- انتخب نائب عضو برلمان النرويج  [لغات أخرى]‏ عن دائرة دائرة هوردالان [الإنجليزية]‏ وقد انضم خلال فترته النيابية ‏ (1997 – 2001) للكتلة البرلمانية حزب التقدم.
- انتخب mayor of Bergen ‏ (أكتوبر 2007 – 31 أكتوبر 2011).